# Şebnem Paker
Şebnem Paker (Istanboel, 1977) is een Turkse zangeres.
Ze studeerde gitaar en nam 7 jaar lessen in klassiek ballet.
Ze vertegenwoordigde Turkije op het Eurovisiesongfestival 1996 met het lied Beşinci mevsim, ze eindigde 12de. De hoogste notering voor Turkije tot dan toe was 9de in 1986. Daarnaast was het de 12de plaats, die ze dus evenaarde. 
Een jaar later nam ze opnieuw deel aan Eurovision Şarkı Yarışması, de Turkse preselectie. Ditmaal won ze met het lied Dinle. Op het songfestival in Dublin haalde ze een onverwachte 3de plaats. Ze trad als 2de op, de zogenaamde no-hope place, enkele landen stemden met televoting en daar kreeg ze vooral hoge punten, maar ook bij de andere landen viel ze erg in de smaak. 
Ook in '98 wilde ze nog eens meedoen, dit keer met het lied Çal, een lied in het genre van Dinle. Deze keer lukte het haar echter niet om de nationale finale te winnen.
1975: Semiha Yankı · 
1978: Nilüfer & Nazar · 
1980: Ajda Pekkan · 
1981: Modern Folk Trio & Ayşegül · 
1982: Neco · 
1983: Çetin Alp & The Short Waves · 
1984: Beş Yıl Önce On Yıl Sonra · 
1985: MFÖ · 
1986: Klips ve Onlar · 
1987: Seyyal Taner & Lokomotif · 
1988: MFÖ · 
1989: Pan · 
1990: Kayahan · 
1991: İzel Çeliköz, Reyhan Karaca & Can Uğurluer · 
1992: Aylin Vatankoş · 
1993: Burak Aydos · 
1995: Arzu Ece · 
1996: Şebnem Paker · 
1997: Şebnem Paker & Grup Etnik · 
1998: Tüzmen · 
1999: Tuba Önal & Grup Mistik · 
2000: Pınar Ayhan & Grup SOS · 
2001: Sedat Yüce · 
2002: Buket Bengisu & Grup Safir · 
2003: Sertab Erener · 
2004: Athena · 
2005: Gülseren · 
2006: Sibel Tüzün · 
2007: Kenan Doğulu · 
2008: Mor ve Ötesi · 
2009: Hadise · 
2010: MaNga · 
2011: Yüksek Sadakat · 
2012: Can Bonomo